# Годой, Леонардо
Леандро Эсекиэль Годой (исп. Leonardo Ezequiel Godoy; род. 28 апреля 1995, Конкордия, Энтре-Риос) — аргентинский футболист, защитник клуба «Атлетико Паранаэнсе».

## Клубная карьера
Годой — воспитанник клуба «Атлетико Рафаэла». 10 апреля 2015 года в матче против «Крусеро-дель-Норте» он дебютировал в аргентинской Примере. Летом 2016 года Годой подписал контракт с «Тальерес». 27 августа в матче против «Расинга» их Авельянеды он дебютировал за новую команду. 21 ноября в поединке против своего бывшего клуба «Атлетико Рафаэла» Леонардо забил свой первый гол за «Тальерес». В 2020 году Годой на правах аренды перешёл в «Эстудиантес». 31 октября в матче против «Альдосиви» он дебютировал за новую команду. По окончании аренды клуб выкупил трансфер игрока. 20 марта 2021 года в поединке против «Сентраль Кордова» Леонардо забил свой первый гол за «Эстудиантес». В 2023 году игрок помог клубу завоевать Кубок Аргентины.
В 2024 году Годой перешёл в бразильский «Атлетико Паранаэнсе». 25 февраля в поединке Лиги Паранаэнсе против «Индепендьенте Сан-Жозе» Леонардо дебютировал за основной состав. 14 апреля в матче против «Куябы» он дебютировал в бразильской Серии A. В этом же поединке Леонардо забил свой первый гол за «Атлетико Паранаэнсе».

## Достижения
Клубные
 «Эстудиантес»
- Обладатель Кубка Аргентины — 2023

 «Атлетико Паранаэнсе»
- Победитель Лиги Паранаэнсе — 2024